# Velm-Götzendorf
Velm-Götzendorf là một thị trấn ở huyện Gänserndorf thuộc bang Niederösterreich nước Áo. Đô thị Velm-Götzendorf có diện tích 17,7 km², dân số năm 2001 là 783 người.

## Các khu dân cư
- Velm
- Götzendorf